# Катастрофа Bombardier Challenger 600 в Нейплсе
Катастрофа Bombardier Challenger 600 в Нейплсе — авиационная катастрофа, произошедшая 9 февраля 2024 года недалеко от города Нейплс, штат Флорида, США. Bombardier Challenger 600 чартерной авиакомпании Hop-A-Jet, выполнявший рейс 823 Колумбус — Нейплс, сел из-за отказа двигателей на автомагистраль, после чего столкнулся с препятствиями. В результате столкновения погибло два человека на борту.

## Самолёт
Bombardier Challenger 604 с серийным номером 5584 и регистрационным номером N823KD был выпущен в 2004 году. Самолёт принадлежал East Shore Aviation LLC и эксплуатировался Hop-A-Jet Worldwide Jet Charter, частной туристической компанией, базирующейся в Форт-Лодердейле, штат Флорида.

## Катастрофа
Самолёт с двумя пассажирами и тремя членами экипажа на борту вылетел из аэропорта университета штата Огайо после 13 часов по местному времени и взял курс на аэропорт Нейплс. Позже он должен был отправиться в аэропорт Форт-Лоддердейла. Незадолго до посадки пилот сообщил авиадиспетчерам об отказе обоих двигателей. Диспетчер предложил выполнить аварийную посадку на ВПП, но пилот сообщил в ответ, что самолёт не сможет долететь до неё, и в итоге предпринял попытку аварийно сесть на автотрассу, но самолёт столкнулся с пикапом и врезался в оградительную стену. Оба пилота погибли, но двое пассажиров и бортпроводник выжили.